# Cristianización de Lituania

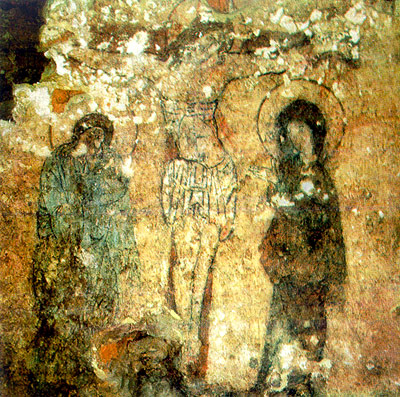
Un fresco en la catedral de Vilna, fechado en los tiempos de la cristianización de Lituania.

La Cristianización de Lituania (en lituano:Lietuvos krikštas) fue el acontecimiento acaecido en 1387, iniciado por el Gran Duque de Lituania y Rey de Polonia Jogaila con su primo Vitautas, que significó la adopción oficial del cristianismo por los lituanos, una de las últimas naciones paganas en Europa. Este acontecimiento finalizó uno de los más complicados y largos procesos de cristianización de la historia.

## Historia

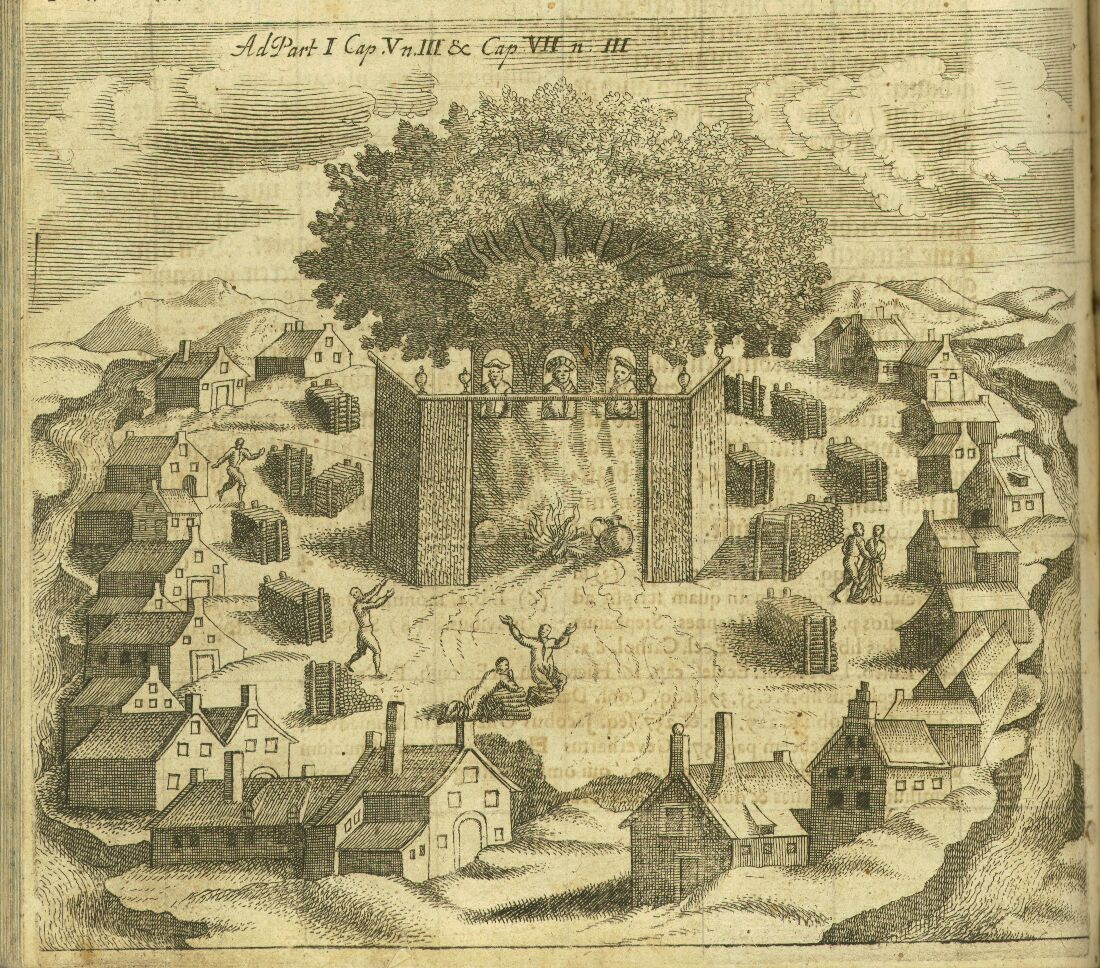
Santuario de Romuva en Prusia.

### Primeros contactos la Cristiandad Oriental Ortodoxa
Se estima que el inicio de los contactos generalizados y extensivos de los lituanos con la religión cristiana coincide con el primer período de formación de su estado. La primera mención de Lituania en los Anales de Quedlinburg en 1009 está relacionada con el viaje de misioneros católicos encabezados por Bruno de Querfurt no lejos de la frontera de Lituania, viaje en el cual fueron bautizados varios gobernantes sudovios. Sin embargo, los lituanos tenían contactos más activos con el Rus de Kiev y otros estados eslavos orientales, que tenían a la Iglesia ortodoxa como su religión desde la cristianización del Rus de Kiev.
Los duques de Lituania, extendiendo sus dominios al este, experimentando la influencia de los estados eslavos culturalmente más avanzados. Sus subordinados y el pueblo siguieron su ejemplo, tomando prestados, por ejemplo, muchas de las versiones eslavas de nombres cristianos durante los siglos XI y XII. Estos préstamos se difundieron cada vez más entre la población pagana de Aukštaitija, aunque mucho menos en Samogitia. La influencia del cristianismo ortodoxo en la cultura pagana lituana se evidencia en que un tercio de los apellidos lituanos actuales están construidos a partir de nombres de santos con origen en el antiguo eslavo eclesiástico. Para reforzar esta idea, cabe comentar que las palabras lituanas que designan "iglesia", "bautismo", "Navidad" y "ayuno" están consideradas como préstamos lingüísticos, más del ruso que del polaco.

### Bautismo de Mindaugas

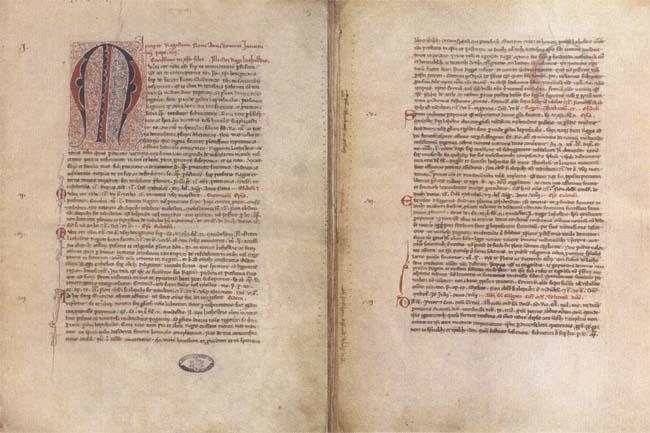
La bula del Papa Inocencio IV en referencia a la localización de Lituania bajo la jurisdicción del Obispo de Roma, el bautismo de Mindaugas y su coronación.

La emergencia del estado monástico de la Orden Livona alrededor de las fronteras lituanas, hizo que la elección de la religión del estado fuera un asunto prioritario. El primer gran duque lituano que adoptó el rito latino fue Mindaugas, aunque su sobrino y rival Tautvilas lo había hecho anteriormente, en 1250. Las primeras traducciones de plegarias católicas desde el alemán se hicieron durante su reinado y se conocen desde entonces.
En 1249, el aliado de Tautvilas, Daniel de Galitzia atacó Navahradak, y en 1250, otro aliado del mismo, la Orden Livona, organizó una gran campaña contra las tierras de Nalšia y los dominios de Mindaugas en Lituania propia. Atacado desde el sur y desde el norte, y ante el riesgo de rebeliones por doquier, Mindaugas estaba en una muy difícil posición, pero se las arregló para usar los conflictos entre la Orden Livona y el arzobispado de Riga para sus propiso intereses. En 1250 o 1251, Mindaugas acordó recibir el bautismo y renunciar al control sobre algunas tierras de Litunia occidental, por las cuales recibiría la coronación. 

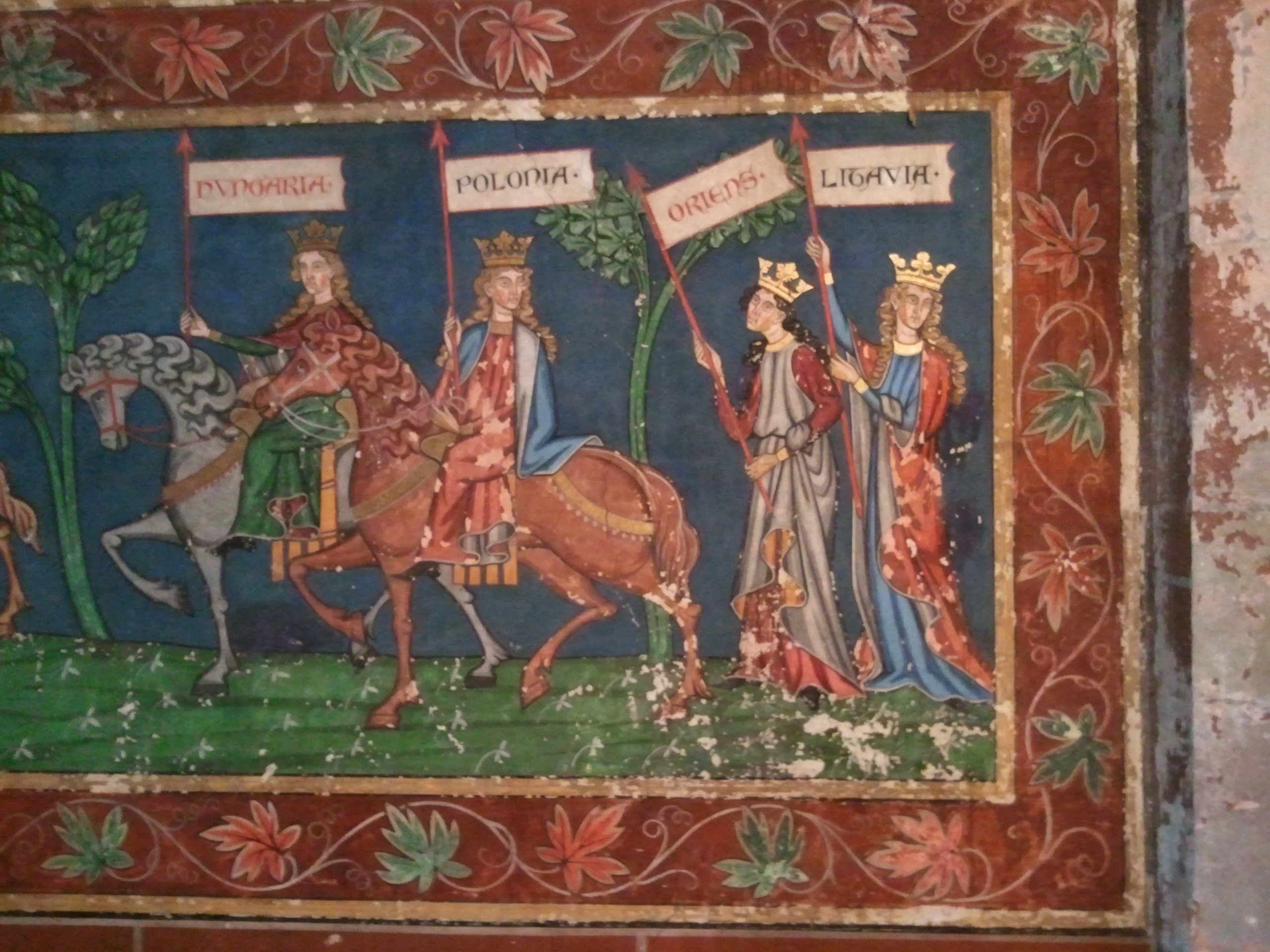
Fresco de Saint-Pierre-le-Jeune en Estrasburgo, que retrata el camino de quince estados europeos hacia el cristianismo. Lituania es la última figura.

Mindaugas y su familia serían bautizados en la fe católica en 1250 o 1251. El 7 de julio de 1251, el papa Inocencio IV promulgó una bula papal proclamando a Lituania como Reino y colocando al estado bajo la jurisdicción del obispo de Roma. Mindaugas y su esposa Morta fueron coronados en algún momento durante el verano de 1253, y el reino de Lituania, formalmente un estado cristiano, fue establecido. Incluso después de convertirse en católico, el rey Mindaugas no cesó de adorar y sacrificar a sus propios dioses. Después de que Mindaugas repudiara el cristianismo y expulsara a todos los cristianos de Lituania en 1261, el Gran Ducado de Lituania perdió su estatus como reino cristiano occidental. A pesar del bautismo de la familia gobernante, Lituania no era un estado verdaderamente cristiano, ya que no se habían dado intentos fructíferos de convertir a la población, los lituanos y los samogitios mantenían firmemente su religión ancestral.

### Duda entre el Este y el Oeste
Los sucesores de Mindaugas no expresaron suficiente interés en seguir sus pasos. Hubo décadas de indecisión entre las opciones latina y ortodoxa. Para Gediminas y Algirdas, la permanencia en el paganismo proveía una herramienta diplomática y un arma útil que les permitía hacer promesas de conversión como medios de preservación de su poder e independencia". El Gran Duque Algirdas fue partidario de la opción del "balance dinámico". A lo largo de su reinado tanteó tanto al Papado de Aviñón como al Patriarca de Constantinopla con la posibilidad de una conversión; por lo que se realizaron varios intentos de negociación para convertir a Lituania.
Para protegerse de más campañas de la Orden Teutónica, el cogobernante de Lituania Kęstutis, en 1349 inició negociaciones con el papa Clemente VI para la conversión y le fueron prometidas coronas reales para él y sus hijos. Algirdas voluntariamente se quedó al margen de este asunto, ya que estaba ocupado con la implantación del orden en la parte rutena del estado. El intermediario en las negociaciones fue el rey polaco Casimiro III, que inició sorpresivamente un ataque sobre Volhynia y Brest en octubre de 1349 que arruinó el plan de Kęstutis. Durante la guerra polaco-lituana por Volhynia, el rey Luis I de Hungría ofreció un acuerdo de paz a Kęstutis el 15 de agosto de 1351, según el cual éste se debía obligar a aceptar el cristianismo y ayudar militarmente al reino de Hungría a cambio de la corona real. Kęstutis confirmó el acuerdo mediante un ritual pagano para convencer a la otra parte. De hecho, Kęstutis no tenía intención de llevar a cabo los términos del acuerdo y huyó en su camino a Buda.
Con el siglo XVI, el Gran Ducado de Lituania había emergido como sucesor de la Rus de Kiev en la parte occidental de sus dominios. Aunque su soberano era pagano, la mayoría de la población era eslava y ortodoxa. Para legitimar su gobierno en esas áreas, la realeza lituana frecuentemente se casó con la aristocracia ortodoxa ruríkida de Europa Oriental. A resultas de estos matrimonios, algunos líderes lituanos fueron bautizados en la fe ortodoxa, a veces en su infancia (como Švitrigaila) o como adultos. El primero fue Vaišelga, hijo y heredero de Mindaugas, quien se hizo monje en el monasterio ortodoxo de Lavrashev cerca de Novgorodok, donde más tarde establecería un convento.

### Cristianización por Jogaila y Vitautas
El intento definitivo para cristianizar Lituania fue realizado por Jogaila. La madre rusa de Jogaila le urgía a casarse con Sofía, hija del príncipe Dmitri Donskói de Moscú, lo que requería que se convirtiera previamente a la fe ortodoxa, y convirtierá a Lituania en un feudo del Gran Ducado de Moscú. Esta opción, sin embargo, era irreal y no parecía que pudiera detener las cruzadas contra Lituania por parte de la Orden Teutónica. Jogaila escogió, teniendo esto en cuenta, una propuesta polaca, que le permitiría casarse con Eduviges I de Polonia si se convertía al catolicismo. Sobre estos y otros términos, el 14 de agosto de 1385, en el castillo de Kreva, Jogaila acordó adoptar el catolicismo, firmando la Unión de Krewo.
Jogaila fue debidamente bautizado en la catedral de Wawel en Cracovia el 15 de febrero de 1386 y se convirtió en rey de Polonia. El bautizo real fue continuado con la conversión de la mayor parte de la corte y de los caballeros de Jogaila, así como sus hermanos Karigaila, Vygantas, Švitrigaila y su primo Vitautas. Jogaila envió a Dobrogost, el obispo de Poznań, como embajador al papa Urbano VI con la petición de establecimiento de una sede episcopal en Vilna y el nombramiento de Andrzej Wasilko como titular de la misma.

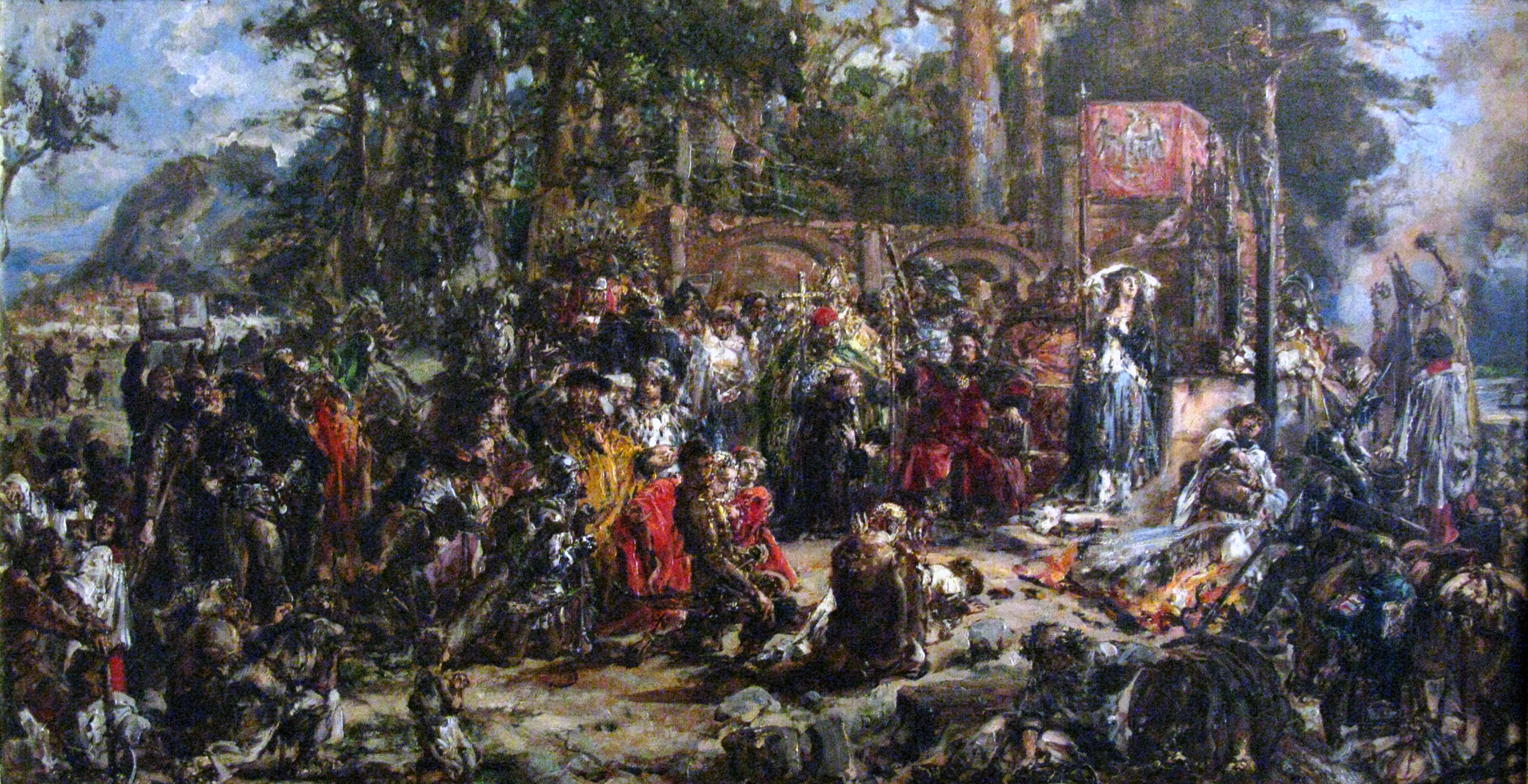
"Bautismo de Lituania" por Jan Matejko.

Jogaila volvió a Lituania en febrero de 1387. El bautizo de nobles y sus campesinos se dio inicialmente en la capital, Vilna, y sus alrededores. La nobleza y algunos campesinos en Aukštaitija fueron bautizados en primavera, y serían seguidos por el resto de la nobleza lituana.
Se establecieron parroquias en la Lituania étnica y se construyó la nueva catedral de Vilna en el solar de un templo pagano demolido. De acuerdo a la información de dudosa exactitud de Jan Długosz, las primeras iglesias parroquiales fueron construidas en las ciudades paganas lituanas de Vilkmergė, Maišiagala, Lyda, Nemenčinė, Medininkai, Krėva, Haina y Abolcy, todas pertenecientes al patrimonio de Jogaila. El 19 de abril de 1389, el Papa Urbano VI reconoció el estatus de Lituania como estado católico.
Samogitia fue la última región de la Lituania étnica en convertirse al catolicismo en 1413, a raíz de la derrota de la Orden Teutónica en la Batalla de Grunwald y la Paz de Thorn y su regreso al control lituano. En noviembre de 1413, el mismo Vitautas navegó por el río Niemen y el río Dubysa, hasta los alrededores de Betygala, donde bautizó a los primeros grupos de samogitios. En 1416, se inició la construcción de iglesias parroquiales. La diócesis de Samogitia fue establecida el 23 de octubre de 1417, con Matías de Trakai como primer obispo. La catedral fue construida en Mediniankai alrededor de 1464.
Aunque si bien es cierto que Lituania ya era oficialmente católica, de facto seguía siendo pagana, debido a esta dualidad religiosa se produjo un sincretismo entre ambas religiones, convirtiéndose a Dievas, dios supremo del paganismo lituano, en un avatar de Cristo.

## Consecuencias
Aunque la mayoría de los nobles étnicamente lituanos se habían convertido al catolicismo, el paganismo permaneció fuertemente arraigado entre el campesinado. Las tradiciones paganas sobrevivieron durante mucho tiempo entre el pueblo común de Lituania y eran practicadas encubiertamente. No hubo persecucuión de sacerdotes ni practicantes de la antigua fe. Sin embargo, en el siglo XVII, a raíz de la Contrarreforma se le dio preeminencia a la fe católica sobre las anteriores creencias paganas.
La conversión y sus implicaciones políticas tuvieron repercusiones duraderas en la historia de Lituania. Como la mayoría de la población fuera de la Lituana auténtica en el Gran Ducado de Lituania era ortodoxa y la élite, cada vez más, se iba convirtiendo al catolicismo, las tensiones religiosas se incrementaron. Algunos de los Gediminidas ortodoxos abandonarían Lituania e irían a Moscovia, donde darían lugar a familias como los Golitsin o los Trubetskói. La población ortodoxa de la presente Ucrania y de la Bielorrusia oriental a menudo simpatizaba con los gobernantes de Moscovia, que se retrataban a sí mismos como los campeones de la Ortodoxia. Estos sentimientos contribuyeron a reveses como la batalla de Vedrosha, que mutilaron el Gran Ducado y menoscabaron su posición como poder dominante en Europa Oriental.
Por otro lado, la conversión al catolicismo facilitó la integración de Lituania en la esfera cultural de la Europa Occidental y allanó el camino para la alianza política de Lituania y Polonia, que se materializó en la Unión de Lublin en 1569.